# Shirahama (Wakayama)
Shirahama (白浜町 Shirahama-chō?) es un pueblo localizado en la prefectura de Wakayama, Japón. En junio de 2019 tenía una población estimada de 20.503 habitantes y una densidad de población de 102 personas por km². Su área total es de 200,98 km².

## Geografía

### Localidades circundantes
- Prefectura de Wakayama
  - Tanabe
  - Kamitonda
  - Susami
  - Kozagawa

## Demografía
Según los datos del censo japonés, esta es la población de Shirahama en los últimos años.
| Año del censo | Población |
| ------------- | --------- |
| 1995          | 24.916    |
| 2000          | 24.563    |
| 2005          | 23.642    |
| 2010          | 22.696    |
| 2015          | 21.533    |